# Saksisch Paleis

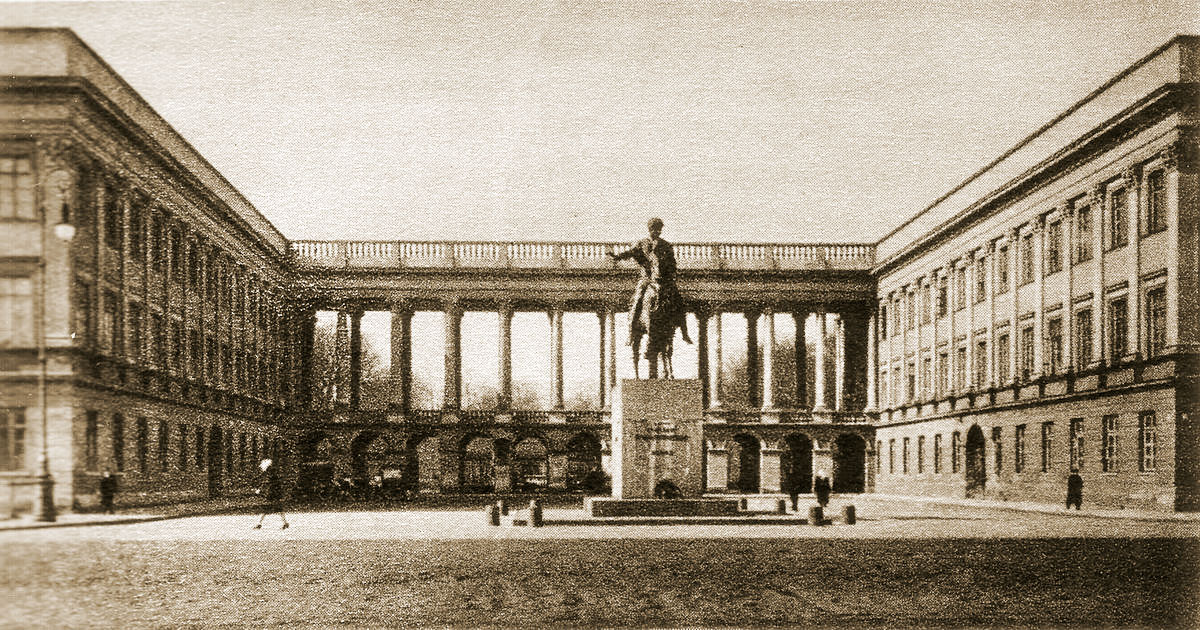
Het Saksische Paleis voor de verwoesting in 1944. Het ruiterstandbeeld van Józef Poniatowski staat nu voor het Presidentiële Paleis

Het Saksische Paleis (Pools: Pałac Saski) was een paleis in de Poolse hoofdstad Warschau. Het werd gebouwd in de tijd dat de keurvorst van Saksen tevens koning van Polen was, vandaar de naam.

## Geschiedenis

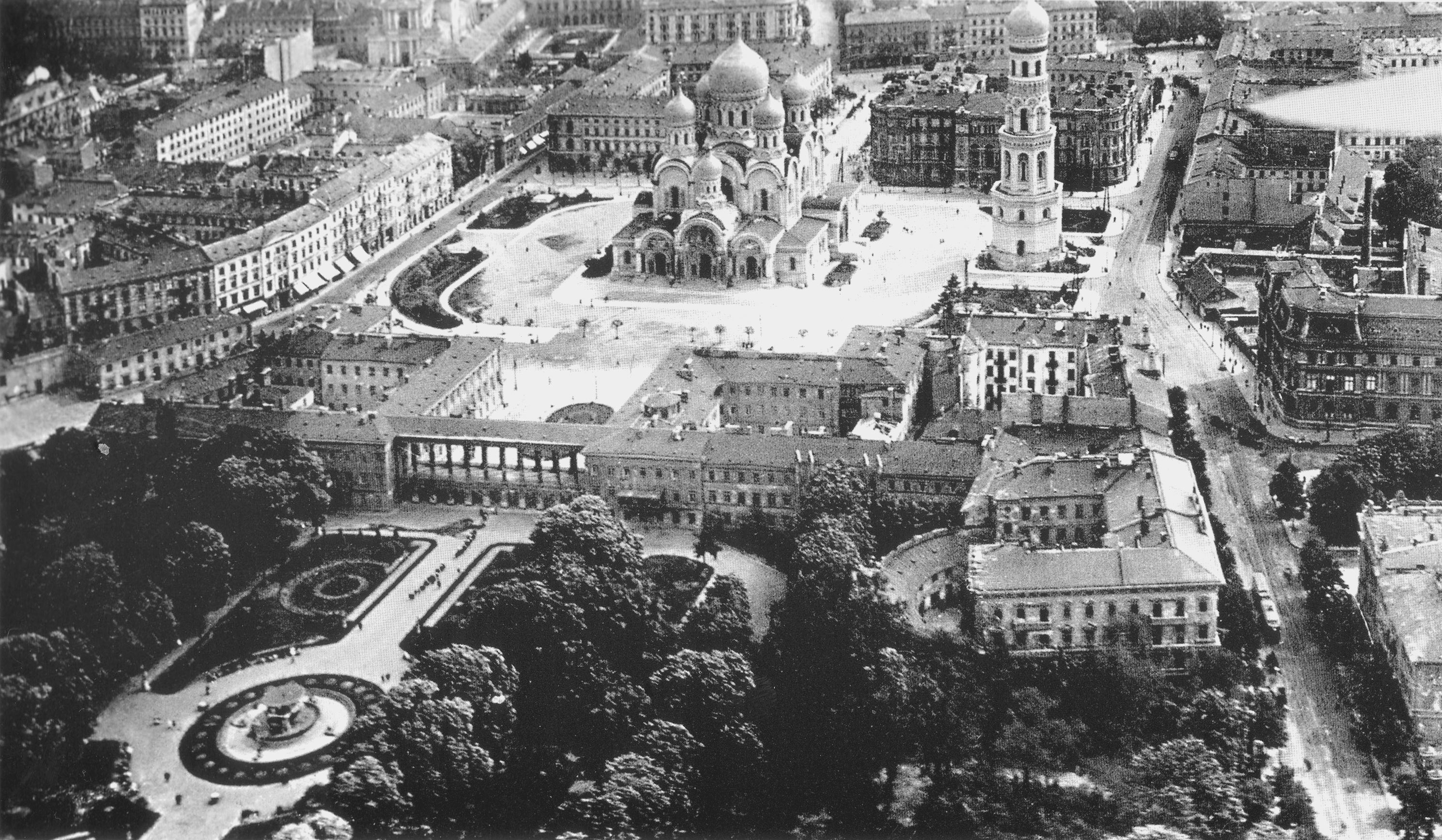
Het Saksische Paleis voor de Eerste Wereldoorlog

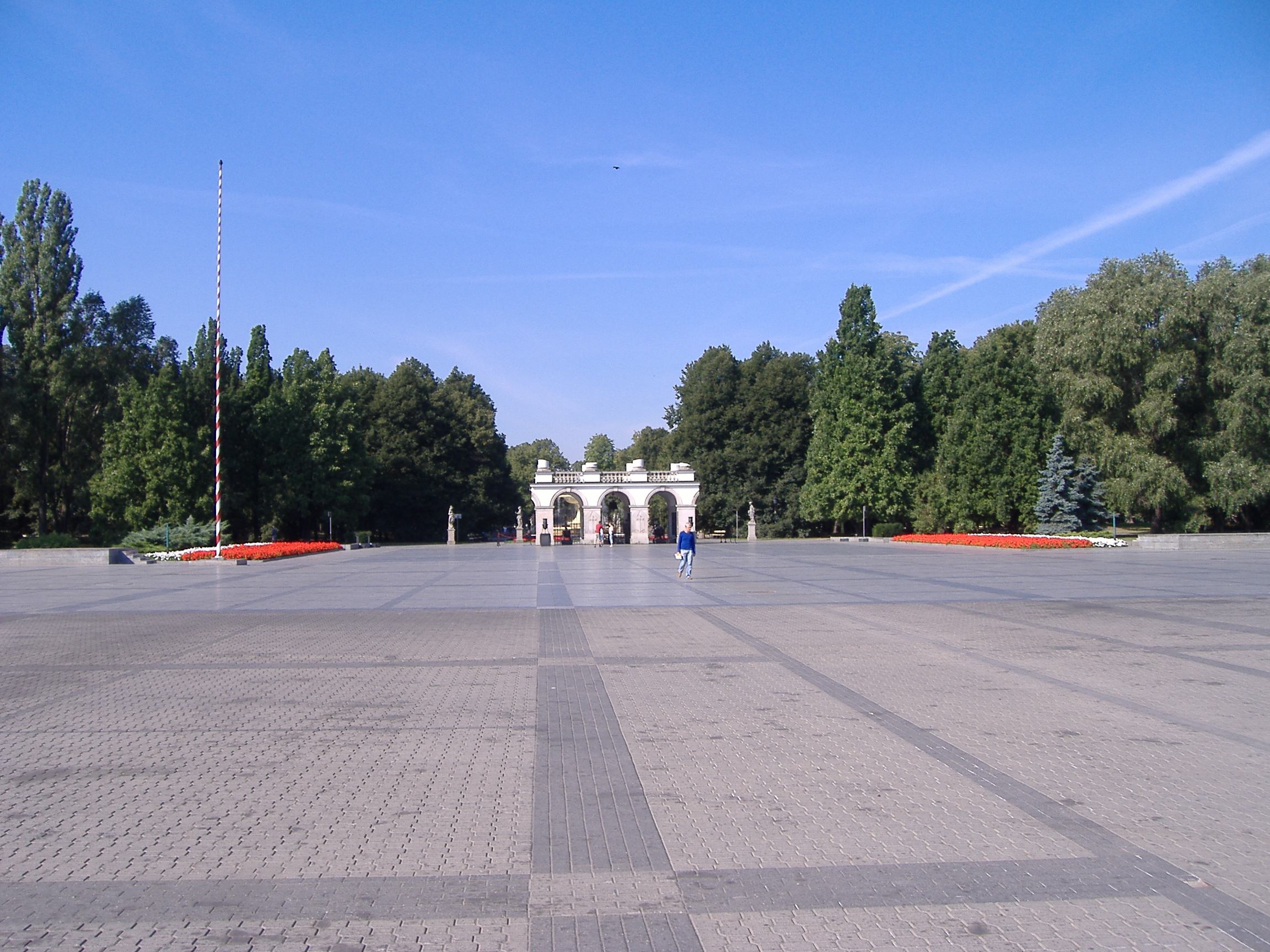
Het behouden gebleven deel van de arcade met daarin het Graf van de onbekende soldaat

Begin 17e eeuw bevond zich op de plaats van het Saksische Paleis de door koning Sigismund III aangelegde stadsmuur. Later verrees hier een barok paleis dat in 1713 werd gekocht door de koning van Polen - en de keurvorst van Saksen - August II. Hij gaf de architecten Carl Friedrich Pöppelmann en Joachim Daniel von Jauch opdracht om het te verbouwen en uit te breiden. August II liet ook de Saksische Tuin en het Saksische Plein (tegenwoordig Piłsudski-plein) aanleggen.
In 1748 werd het paleis nogmaals uitgebreid met twee nieuwe vleugels. Tot 1817 bleef het gebouw eigendom van het Saksische Huis Wettin, waarna het tot 1831 in bezit was van de overheid van Congres-Polen. De Russische koopman Iwan Skwarzow kocht het paleis in 1837 en liet het in neoclassicistische stijl ombouwen. Hierbij werd het middengedeelte afgebroken en vervangen door een arcade. Na de Eerste Wereldoorlog werd het Saksische Paleis de zetel van het Poolse Ministerie van Oorlog. Sinds 1925 bevindt zich onder de arcade het Graf van de onbekende soldaat.
Het Saksische Paleis raakte licht beschadigd door de Duitse bombardementen in september 1939. Tijdens de Opstand van Warschau in 1944 werd het echter geheel verwoest. Alleen het deel van de arcade met het graf van de onbekende soldaat bleef behouden. Na de Tweede Wereldoorlog werd het paleis in tegenstelling tot veel andere verwoeste gebouwen in Warschau niet herbouwd. De arcade werd wel gerestaureerd en vanaf 8 mei 1946 was het graf van de onbekende soldaat weer toegankelijk.
Begin 21e eeuw waren er plannen om het paleis alsnog te herbouwen. Het was echter niet duidelijk wat de nieuwe functie van het gebouw moest worden en daarom heeft het stadsbestuur van Warschau de herbouw in 2009 voor onbepaalde tijd uitgesteld. In september 2018 werd door de toenmalige Poolse regering besloten het paleis te herbouwen als nieuw Senaatsgebouw.
Belvedèrepaleis · Kasteel Będzin · Bobolice · Chęciny ·  Groene Poort · Koninklijk Kasteel (Warschau) · Lublin · Łazienkipaleis · Łęczyca · Slot Mariënburg · Marywil · Myślewicki-paleis · Niepołomice · Nowy Sącz · Ogrodzieniec · Kazimierzpaleis ·Paleis onder het blikken dak · Piotrków Trybunalski · Koninklijk Paleis (Poznań) · Sandomierz · Sanok · Saksisch Paleis · Tykocin · Ujazdówkasteel · Wawel · Wilanówpaleis